# Laxsjön, Ekerö kommun
Laxsjön är en konstgjord sjö i en nedlagd och efterbehandlad grustäkt belägen i Munsö socken i Ekerö kommun

## Historik

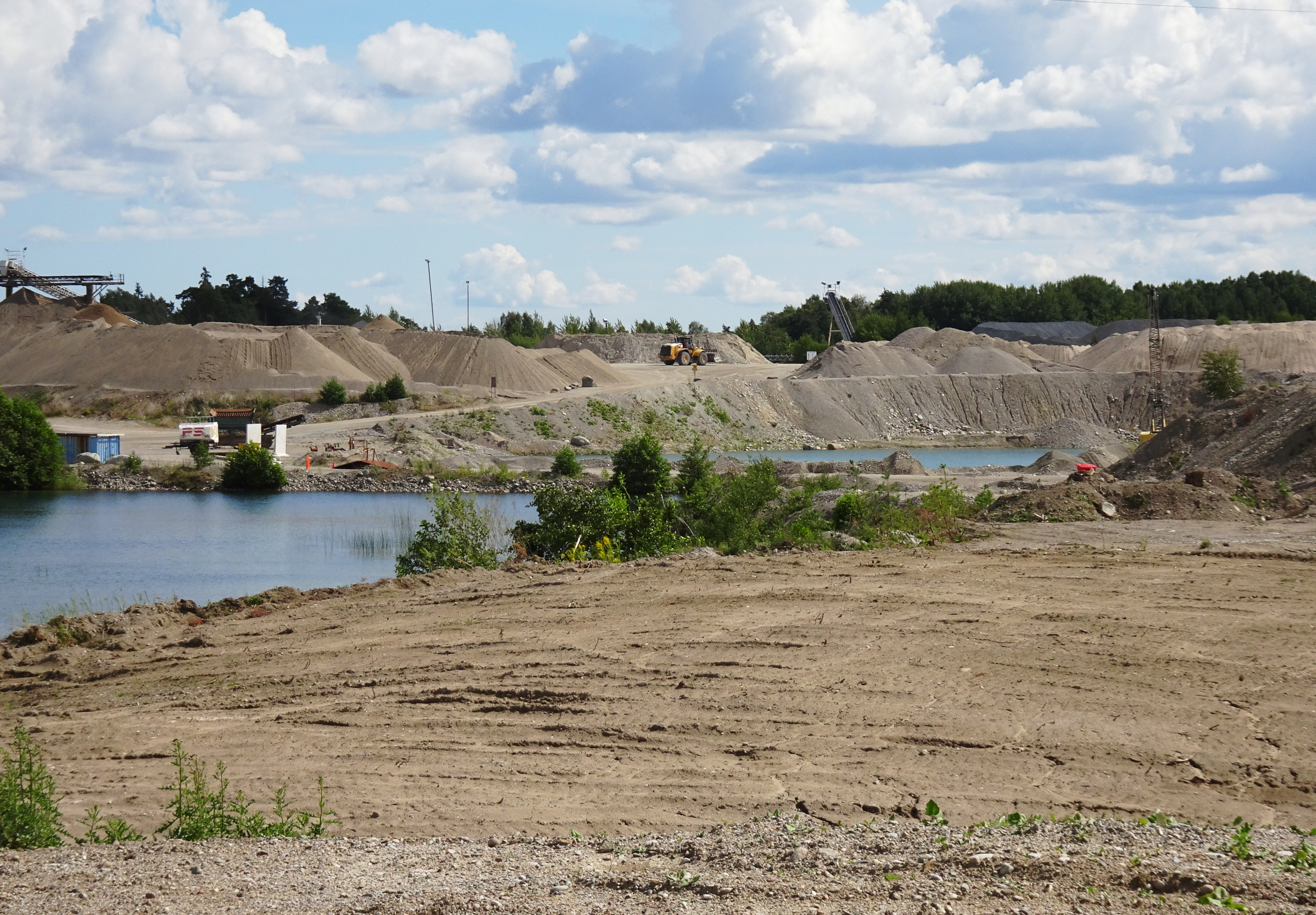
Jehanders verksamhet söder om Laxsjön. Här byggs en ny hamnanläggning.

Längs Munsöns östra strand mot Mälaren sträcker sig Uppsalaåsen, en av Sveriges mäktigaste rullstensåsar. Här har stora mängder grus brutits, framför allt vid torpet Löten, där åsen har en höjd på drygt 30 meter över Mälarens vatten. I grustäkten Löten hämtar Jehander grus sedan 1919. Täkten är sex kilometer lång och mellan 500 och 800 meter bred och därmed det största i sitt slag i Stockholms län, med ett uttag av cirka 500 000 ton grus årligen. Materialet som kommer ifrån Löten används framförallt i betongtillverkning.
Vid Löten gräver man inte bara bort de delar av åsen som ligger ovanför Mälarens noll-plan utan även under grundvattennivån.  Med hjälp av ny teknik började markägaren Sand & Grus AB Jehander 1971 med en försöksverksamhet som 1986 nådde full skala. Resultatet blev en sjö med ett djup av ungefär 25 meter.
Söder om Laxsjön fortsätter Jehanders verksamhet. Här planeras en hamnanläggning som skall stå färdig 2017[uppföljning saknas] och ta emot bergmassor från tunnelarbetet med Förbifart Stockholm. Jehander vill bearbeta och sälja materialet vidare.

## Sjön idag[när?]

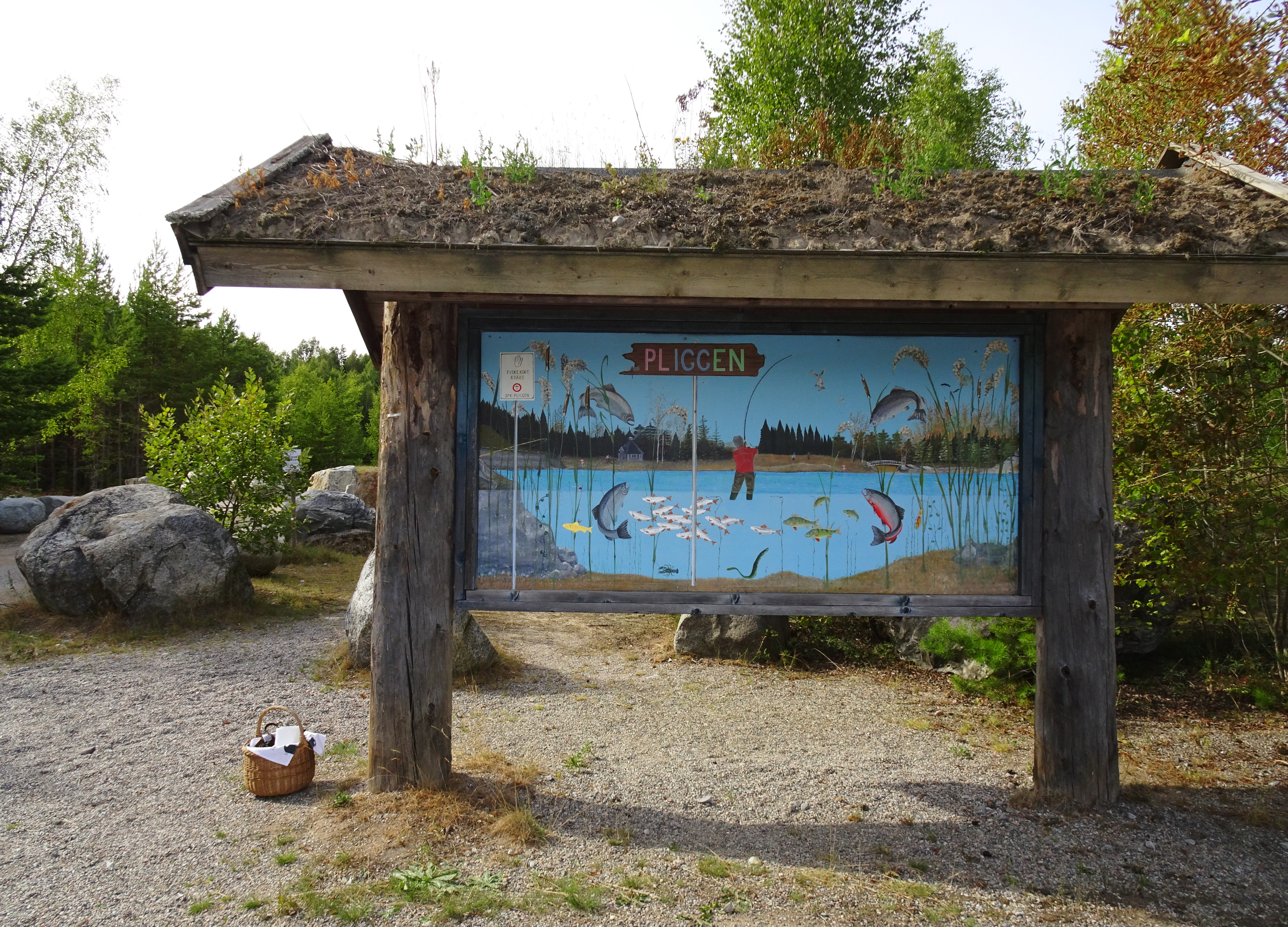
Piggens informationsskylt.

Den största sjön vid Löten ligger längst i norr på den landtunga som sticker ut mot norr i Mälaren. Till en början fick den lilla konstgjorda sjön smeknamnet Pölen av dem som arbetade i täkten. Får att kunna ta in den flytande grävanläggningen i Pölen grävdes en kort kanal ut till Mälaren. Då passade Mälarens fiskar på att simma in och föröka sig under årens lopp.
När brytningen avslutades där hade Pölen blivit cirka 930 meter lång och som mest 260 meter bred samt upp till 25 meter djup. Vattnet är turkosfärgat, varför vet man inte. Jehanders efterbehandling innebar bland annat avetablering av byggnader och maskiner samt städning och sanering. Tanken var även att det skall synas att det har varit grustäkt, därför har man till exempel sparat rasbranter. 
Efter Jehander har fiskeföreningen Pliggen anlagt motionsspår samt rast- och badplatser. I augusti 1995 planterades den första regnbågen (totalt 200 kg) i sjön, som då fick namnet Laxsjön. Runt sjö sträcker sig en vandringsled som mellan sjön och Mälaren går på en smal ås. För att fiska i Laxsjön krävs medlemskap samt fiskekort liksom nyckel till bom som ligger några kilometers promenad från Laxsjön.
Det buller och damm som uppstår från schaktmassor som krossas för Förbifart Stockholm-tunneln har dock tyvärr reducerat sjöns lämplighet för bad och fiske.